# 山西传媒学院
山西传媒学院是山西省一所以传媒教育为主的大学。中国第三所公办传媒类本科院校，国家动画教学研究基地和国家新闻出版广电总局干部培训基地。现有文华和东华两个校区。

## 历史
前身是1983年由原国家广播电影电视部建立华北广播电视学校。
1990年更名为国家广电部管理干部学院，为中国唯一的独立设置的广播影视类成人高等学校。
2000年，学院归山西省人民政府管理。
2013年4月更名为山西传媒学院，7月15日正式揭牌。
2021年4月17日，山西传媒学院山西电影学院揭牌仪式举行，省委书记楼阳生出席并为学院揭牌。

## 院系专业
- 山西电影学院
- 动画与数字艺术学院（国家动画教学研究基地）
- 艺术设计学院
- 播音主持学院
- 新闻传播学院
- 文化创意管理学院
- 融媒技术学院
- 表演学院
- 基础部
- 思政部

## 教学基地
- 国家动画教学研究基地
- 影视制作中心
- 影视信息中心